# OMX Iceland 6
El OMX Iceland 6 es un índice bursátil que consiste en 6 compañías con la mayor capitalización bursátil que cotizan en la OMX bolsa de Islandia. Es el índice de referencia de este mercado desde julio de 2009, cuando fue retirado del mercado el OMX Iceland 15. Se ha calculado diariamente desde el 31 de diciembre de 2008, empezando con una base de 1000 puntos. Se trata de un índice ponderado y las compañías que lo componen se revisan dos veces al año.

## Composición
Valores correspondientes a la última actualización, 2 de enero de 2013.
| Empresa    | Industria              | Símbolo | Ponderación (%) |
| ---------- | ---------------------- | ------- | --------------- |
| Eimskip    | compañía naviera       | EIM     | -               |
| Hagar      | distribución minorista | HAGA    | -               |
| Icelandair | aerolínea              | ICEAIR  | -               |
| Marel      | maquinaria industrial  | MARL    | -               |
| Össur      | equipamientos médicos  | OSSR    | -               |
| Reginn     | inmobiliaria           | REGINN  | -               |